# بورس موریس
بورس موریس (فرانسوی: Bourse de Maurice‎) بازار بورس اوراق بهادار موریس است، که در سال ۱۹۸۹ تأسیس شد.